# Palazzo Fornaro
Palazzo Fornaro è un edificio nobiliare del XVIII secolo sito nel centro storico di Taranto. Dimora della nobile famiglia dei Fornaro ne conserva lo stemma sulla facciata. Al momento gli ambienti ipogei ospitano il Museo della Storia del Principato che conserva evidenza del periodo del Principato di Taranto dominato dagli Orsini del Balzo. Presente anche il museo medievale Maria d'Enghien oltre alle riproduzioni di abiti ed oggetti d'epoca medievale e di alcune antiche botteghe.